# عبد المحسن بن الوليد بن عبد المحسن بن عبد العزيز آل سعود
الأمير عبد المحسن بن الوليد بن عبد المحسن بن عبد العزيز آل سعود (18 يوليو 1986) أمير سعودي .

## عن حياته
ولد الأمير عبد المحسن بن الوليد بن عبد المحسن بن عبد العزيز آل سعود في يوم الجمعة 11 ذو القعدة 1406 هـالموافق في 18 يوليو 1986 في مدينة جدة في المملكة العربية السعودية والده الأمير الوليد بن عبد المحسن بن عبد العزيز آل سعود وجده الأمير عبد المحسن بن عبد العزيز آل سعود درس في مدارس دار الفكر بجدة و تخرج منها
.

## توقيفه
تم توقيفه في مطار الشهيد رفيق الحريري في بيروت عاصمة لبنان بتاريخ 13 محرم الحرام عام 1437 هجري، الموافق في 26 تشرين الأول عام 2015 ميلادي بتهمة نقل مواد مخدرة.

## القضية
عبد المحسن بن الوليد بن عبد المحسن بن عبد العزيز آل سعود كان متوجهاً إلى منطقة حائل في السعودية على متن طائرة خاصة يرافقه أربعة أشخاص من الجنسية السعودية وهم بندر بن صالح الشراري ويحيى بن شائم الشمري وزياد بن سمير الحكيم ومبارك بن علي الحارثي، وقد قدرت كمية الكابتاغون بنحو 1900 كلغ.
اعتبرت عملية القبض على الأمير عبد المحسن بن الوليد بن عبد المحسن بن عبد العزيز آل سعود و رفاقه أكبر عملية لإحباط محاولة تهريب المخدرات في تاريخ لبنان.